# Кульгеші
Кульгеші́ (рос. Кульгеши, чув. Кĕлкеш) — присілок у складі Урмарського району Чувашії, Росія. Входить до складу Кульгеського сільського поселення.
Населення — 245 осіб (2010; 324 у 2002).
Національний склад:
- чуваші — 98 %